# Alpen-Leinkraut
Das Alpen-Leinkraut (Linaria alpina) ist eine Pflanzenart aus der Gattung der Leinkräuter (Linaria) innerhalb der Familie der Wegerichgewächse (Plantaginaceae).
Der Name „Leinkraut“ weist auf die Ähnlichkeit der Blätter mit denen des Gemeinen Leins (Linum usitatissimum) hin.

## Beschreibung

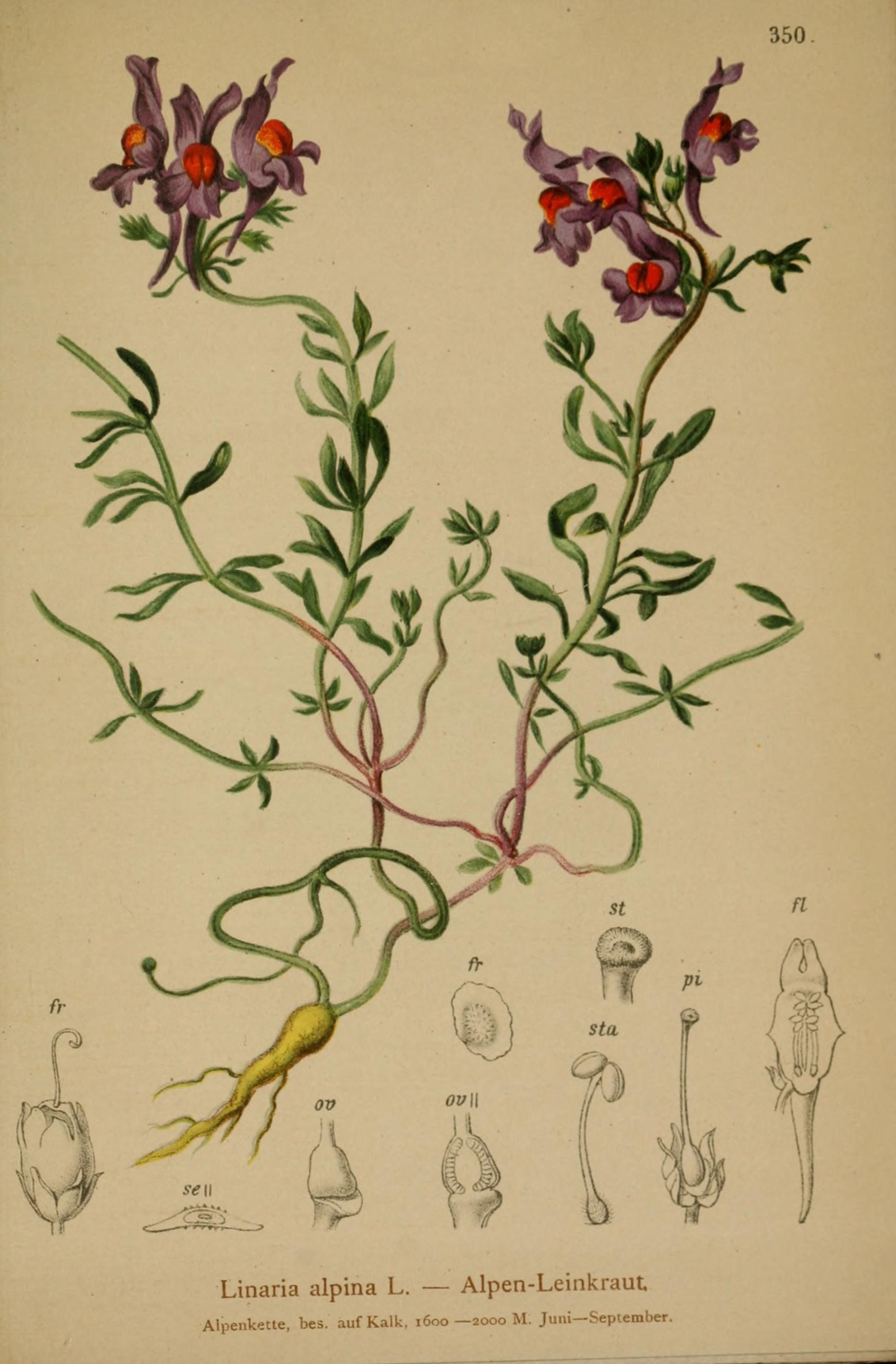
Illustration aus Atlas der Alpenflora, 1882

### Vegetative Merkmale
Das Alpen-Leinkraut wächst als ein-, zweijährige oder ausdauernde, krautige Pflanze und erreicht Wuchshöhen von meist 5 bis 10 (3 bis 15) Zentimetern. Die oberirdischen Pflanzenteile sind kahl. Die zahlreichen niederliegenden bis aufsteigenden Stängel sind stielrund und kahl.
Die Laubblätter sind zu dritt oder zu viert quirlständig am Stängel verteilt angeordnet. Die einfache Blattspreite ist etwas fleischig, kahl, blaugrün bereift und bei einer Länge von 5 bis 15 Millimetern schmal lanzettlich. Die Blattnervatur ist von außen nicht sichtbar.

### Generative Merkmale
Die Blütezeit reicht von Juni bis September. Jeweils 3 bis 10, selten bis zu 15 Blüten stehen in einem endständigen, kurzen traubigen Blütenstand zusammen. Die Blütenstiele sind 2 bis 5 Millimeter lang.
Die zwittrigen Blüten sind deutlich zygomorph und fünfzählig mit doppelter Blütenhülle. Die oft intensiv violett gefärbte (selten weiße oder gelbe) Krone ist 10 bis zu 20 Millimeter lang. Die Oberlippe ist tief zweispaltig. Die Unterlippenwulst ist meist safrangelb bis orangegelb. Die Krone hat einen bei einer Länge von 8 und 10 Millimetern etwas gebogenen, kegeligen, zylindrischen bis abgeflachten Sporn, der somit fast so lang wie die übrige Blüte ist.
Die eiförmige Kapselfrucht öffnet sich mit gezähnten Löchern.
Die Chromosomenzahl beträgt 2n = 12.

## Ökologie

### Wuchsform
Mit den zahlreichen unbewurzelten, niederliegenden oder aufsteigenden, beblätterten Stängeln „überkriecht“ die mit einem unterirdischen Rhizom tief verankerte Pflanze feinen Gesteinsschutt, sie wird daher zu den „Schutt-Überkriechern“ gerechnet.

### Blütenökologie
Das Alpen-Leinkraut wird von Insekten bestäubt. Für die Bestäuber hält die Art reichlich Nektar bereit. Als typische Bestäuber treten langrüsselige Hummeln in Erscheinung. Nach Kugler entsprechen die Blüten blütenökologisch den Lippenblumen des Typs „Maskenblume“. Diese zeichnen sich durch einen gelenkig verschlossenen Blüteneingang aus, wobei die beiden Lippen die obere und untere Hälfte einer Maske darstellen. Die Bestäubung kann nur von Insekten wie Hummeln vollzogen werden, die die nötige Kraft haben, den maskierten Blüteneingang zu öffnen. Der orangegelbe Unterlippenwulst, der einen starken Farbkontrast bildet, kann als Saftmal gedeutet werden.

### Ausbreitungsökologie
Die Samen des Alpen-Leimkrauts werden über den Wind ausgebreitet, was botanisch als Anemochorie bezeichnet wird.

## Vorkommen

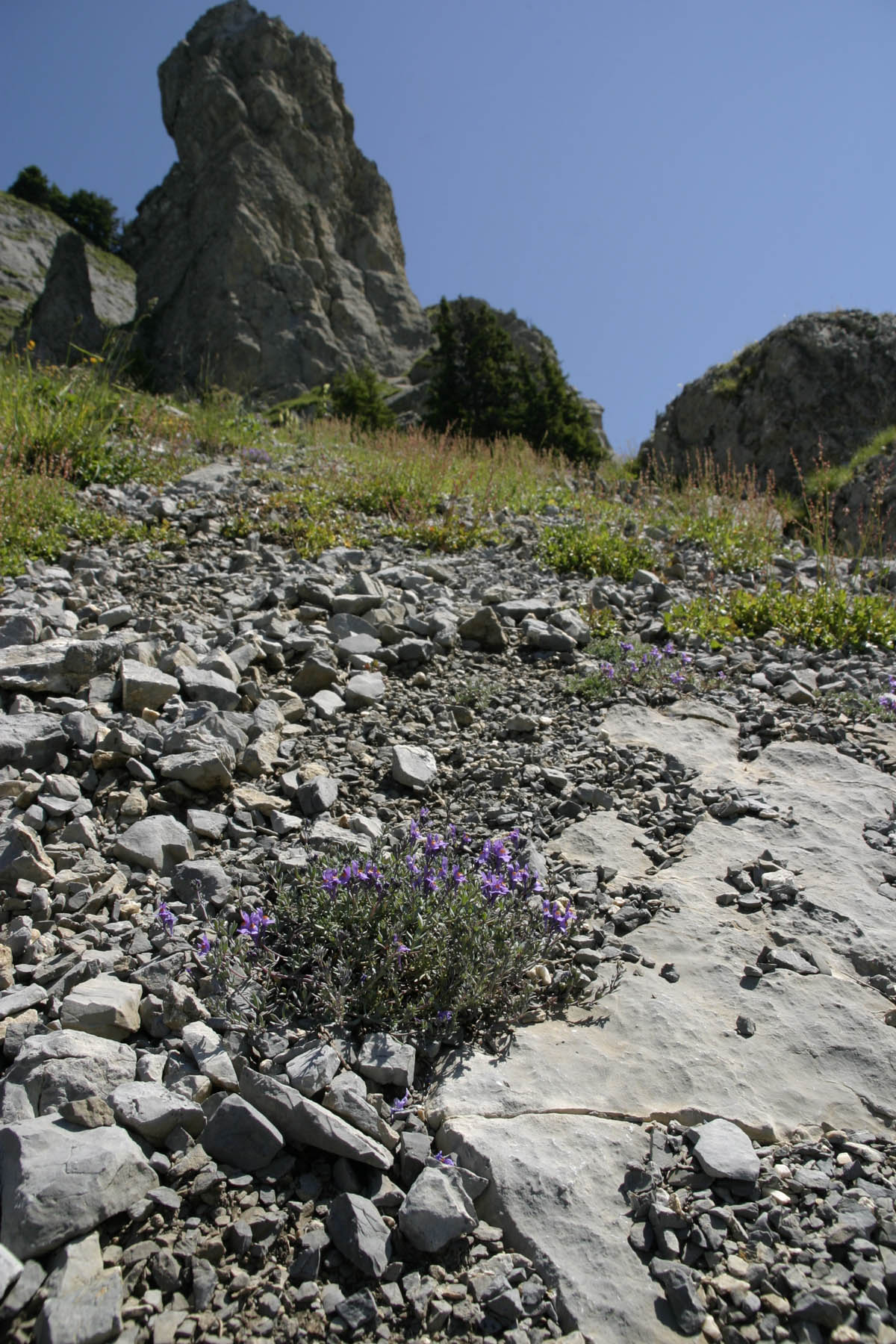
Alpen-Leinkraut auf der Schynigen Platte im Kanton Bern, Schweiz

Von Linaria alpina gibt es Fundortangaben von Spanien sowie Frankreich über Deutschland, Österreich, Liechtenstein, der Schweiz, Italien, der Slowakei, Slowenien, Serbien, Kroatien, Rumänien, Albanien bis Griechenland.
Das Alpen-Leinkraut ist in den Gebirgen Süd- und Mitteleuropas verbreitet. Verbreitungsgebiet sind vor allem die Kalkalpen, die Gebirge Spaniens, die Balkanhalbinsel und der Apennin. In Österreich finden sich bis auf Wien und das Burgenland Bestände in allen Bundesländern. Die Art kommt häufig vor, allerdings in der Unterart subsp. petraea selten. In Deutschland ist es in Bayern in den Alpen verbreitet. Zerstreute Vorkommen sind im Alpenvorland bis Landsberg am Lech und München verzeichnet. Ausgestorben gilt es in Südost-Baden-Württemberg. Es besiedelt meist die alpine bis subalpine Höhenstufe.
Teils werden die Samen auch mit der Schneeschmelze oder über Muren in Tallagen geschwemmt. So dringt es als Alpenschwemmling zum Beispiel auf Kiesbänke und in die Kiefernauwälder am Lech vor. Die klimatischen Bedingungen wie kalte Winter, heiße Sommer, hohe UV-Reflexion des hellen Kieses ähneln dort denen der Gipfelregionen der Allgäuer und Lechtaler Alpen.
Das Alpen-Leinkraut besiedelt mäßig frische Steinschuttfluren, präalpine Flussschotterfluren, Geröll und Felsspalten von Tallagen bis in Höhenlagen von 4200 Metern. Es bevorzugt sonnige Standorte überwiegend auf kalkreichen Unterlagen.
Es handelt sich beim Alpen-Leinkraut um eine typische Schuttpflanze. Sie ist  Charakterart der Klasse der Steinschutt- und Geröllfluren (Thlaspietea rotundifolii BR-BL. 1948).

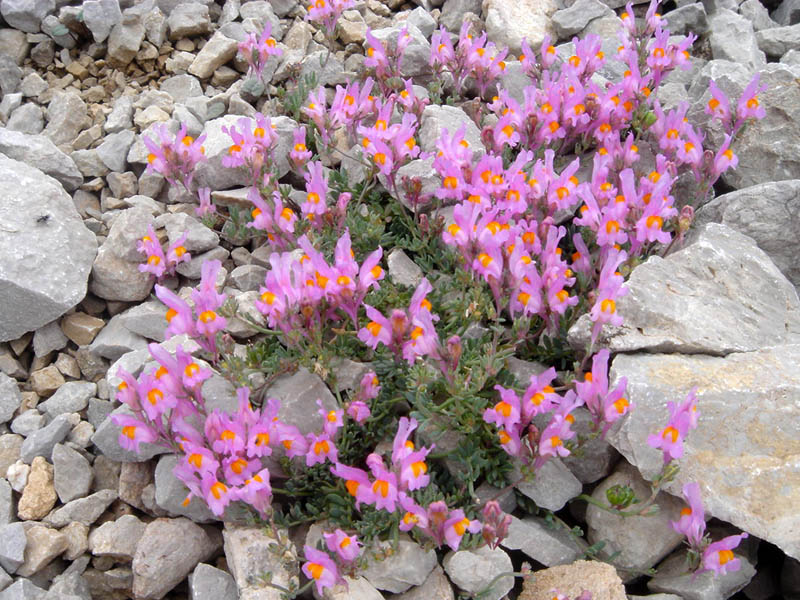
Linaria alpina subsp. filicaulis in Nordwestspanien

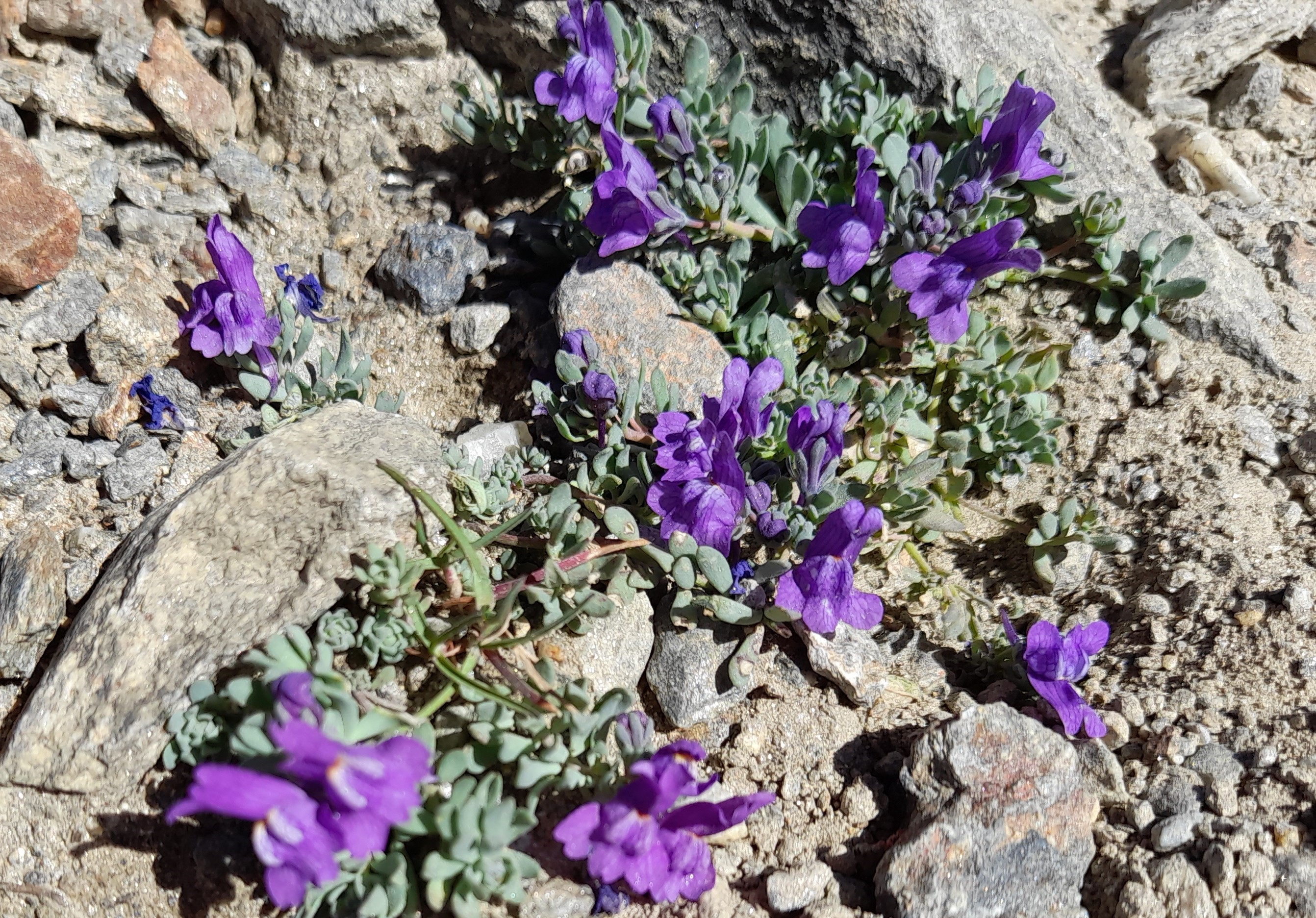
Linaria alpina var. concolor, Naturpark Texelgruppe, unter Similaun, in einer Höhenlage von etwa 3000 Meter

## Systematik
Die Erstveröffentlichung erfolgte 1753 unter dem Namen (Basionym) Antirrhinum alpinum L. durch Carl von Linné in Species Plantarum. Die Neukombination zu Linaria alpina (L.) Mill. wurde 1768 durch Philip Miller in The Gardeners Dictionary veröffentlicht.

### Unterarten
Von Linaria alpina (L.) Mill. gibt es etwa drei Unterarten:
- Gewöhnliches Alpen-Leinkraut (Linaria alpina (L.) Mill. subsp. alpina): Diese niederliegende Pflanze ist 3 bis 10 Zentimeter hoch. Ihre Kronzipfel sind verkehrt-eilanzettlich, die Kronoberlippe ist ein- bis zweimal solange wie breit und der Sporn unterseits abgeflacht. Die ökologischen Zeigerwerte nach Landolt et al. 2010 sind in der Schweiz: Feuchtezahl F = 3+ (feucht), Lichtzahl L = 5 (sehr hell), Reaktionszahl R = 4 (neutral bis basisch), Temperaturzahl T = 1+ (unter-alpin, supra-subalpin und ober-subalpin), Nährstoffzahl N = 2 (nährstoffarm), Kontinentalitätszahl K = 4 (subkontinental).[20]
- Aufrechtes Alpen-Leinkraut (Linaria alpina subsp. petraea (Jord.) Rouy): Diese bogig aufsteigende Pflanze ist 10 bis 20 Zentimeter hoch. Ihre Kronzipfel sind halblanzettlich, die Zipfel der Kronoberlippe zwei- bis dreimal so lang wie breit und der Sporn zylindrisch. Sie kommt nur in Frankreich, in der Schweiz und in Österreich vor.[19] Die ökologischen Zeigerwerte nach Landolt et al. 2010 sind in der Schweiz: Feuchtezahl F = 2+ (frisch), Lichtzahl L = 5 (sehr hell), Reaktionszahl R = 5 (basisch), Temperaturzahl T = 2+ (unter-subalpin und ober-montan), Nährstoffzahl N = 2 (nährstoffarm), Kontinentalitätszahl K = 4 (subkontinental).[20]
- Linaria alpina subsp. filicaulis (Boiss. ex Leresche & Levier) M.Laínz: Sie ist in nordwestlichen Spanien beheimatet.

### Botanische Geschichte
Es wurden zwei Varietäten beschrieben:
- Bei der Varietät Linaria alpina var. concolor ist der Unterlippenwulst statt orangegelb blauviolett bzw. weißlich gefärbt. Diese Varietät kommt in Tirol, Vorarlberg und in Liechtenstein häufig vor.[21]
- Bei der Varietät Linaria alpina var. rosea ist der sonst blauviolett gefärbte Teil der Blüte rosa gefärbt.[21]

## Trivialnamen
Für das Alpen-Leinkraut sind oder waren, zum Teil nur regional, auch die Bezeichnungen Unser Frauen Haar (Hundstein in Saalfelden), Blau Johannesblüh (Fusch im Pinzgau), Kalbernase (Graubünden) und Goldenes Verschreikraut (Werfen, Pongau, Lungau) gebräuchlich. In Kärnten wird diese Art auch Stanklitter (Steinkletterer) genannt, in Tirol und Salzburg wird sie auch als Grießspeik (Grieß = Geröll, Speik = duftende Pflanze) bezeichnet.

## Verwendung
Das Alpen-Leinkraut wird mitunter in Steingärten als Zierpflanze verwendet. Es eignet sich ebenfalls für eine Pflanzung in Trögen und zur Gestaltung von Trockenmauern. Die Vermehrung erfolgt über Aussaat. Als Lichtkeimer benötigen die Samen für eine erfolgreiche Keimung Licht, daher sollten sie mit weniger als 1 Zentimeter Erde bedeckt werden. Es gibt einige Sorten, die sich vor allem in der Farbe der Blüte unterscheiden. So wurden Sorten mit rosa, violetter oder gelber Blütenfarbe entwickelt.